# Вероника мелкая
Веро́ника ме́лкая (лат. Veronica minuta) — многолетнее травянистое растение, вид рода Вероника (Veronica) семейства Подорожниковые (Plantaginaceae).

## Распространение и экология
Кавказ: Большой Кавказ (от истоков реки Белой до Самура), Малый Кавказ (хребет Муровдаг); Азия: Турция (Арарат). Описан с Арарата.
Произрастает на мелкощебнистых и увлажнённых склонах альпийского пояса; на высоте 2700—3500 м над уровнем моря.

## Ботаническое описание
Корневища тонкие и многочисленные. Стебли высотой 2—5 см, рассеянно опушенные или голые, почти нитевидные, сильно разветвлённые, распростёртые, укореняющиеся, с приподнимающимися короткими ветвями.
Листья длиной и шириной 5—8 мм, обратнояйцевидные, лопатчатые или округлые, цельнокрайные или с едва заметными несколькими тупыми зубчиками, на коротких черешках. Прицветные — уменьшенные, почти сидячие, эллиптические.
Кисти верхушечные, короткие, малоцветковые, иногда имеются в пазухах верхних листьев немногочисленные кисти, превышающие листья, рыхлые, малоцветковые, на коротких цветоносах. Прицветники продолговато-яйцевидные или эллиптические; цветоножки прямые или отклонённые, в 2—4 раза длиннее прицветников и чашечки, беловолосистые. Чашечка с четырьмя обратнояйцевидными или продолговатыми, с клиновидным основанием долями, на верхушке тупыми, по краю беловолосистыми; венчик голубой, вдвое длиннее чашечки, диаметром около 7 мм; отгиб венчика колесовидный, с тремя округлыми и одной округло-почковидной долями.
Коробочка сплюснутая, несколько длиннее чашечки, более менее округлая, длиной около 4 мм, по ширине превышает длину, опушённая или почти голая, выемчатая, двулопастная. Семена немногочисленные, плоские, почти округлые, мелкие, слабо морщинистые, с большим рубчиком.

## Таксономия
Вид Вероника мелкая входит в род Вероника (Veronica) семейства Подорожниковые (Plantaginaceae) порядка Ясноткоцветные (Lamiales).
|  |                                      |  |                                                             |                                                             |                          |  | ещё 21 семейство (согласно Системе APG II) | ещё 21 семейство (согласно Системе APG II) |                     |  |  |  | ещё от 300 до 500 видов |
|  |                                      |  |                                                             |                                                             |                          |  | ещё 21 семейство (согласно Системе APG II) | ещё 21 семейство (согласно Системе APG II) |                     |  |  |  | ещё от 300 до 500 видов |
|  |                                      |  |                                                             | порядок Ясноткоцветные                                      |                          |  |                                            |                                            | род Вероника        |  |  |  |                         |
|  |                                      |  |                                                             | порядок Ясноткоцветные                                      |                          |  |                                            |                                            | род Вероника        |  |  |  |                         |
|  | отдел Цветковые, или Покрытосеменные |  |                                                             |                                                             | семейство Подорожниковые |  |                                            |                                            | вид Вероника мелкая |  |  |  |                         |
|  | отдел Цветковые, или Покрытосеменные |  |                                                             |                                                             | семейство Подорожниковые |  |                                            |                                            |                     |  |  |  |                         |
|  |                                      |  | ещё 44 порядка цветковых растений (согласно Системе APG II) | ещё 44 порядка цветковых растений (согласно Системе APG II) |                          |  |                                            | ещё 90 родов                               | ещё 90 родов        |  |  |  |                         |
|  |                                      |  |                                                             | ещё 44 порядка цветковых растений (согласно Системе APG II) |                          |  |                                            |                                            | ещё 90 родов        |  |  |  |                         |

Ряд ботаников этот вид относит к синонимам Veronica telephiifolia Vhal.